# Francis Graham-Smith
Francis Graham-Smith (25 de abril de 1923 – 20 de junho de 2025) foi um astrônomo britânico. Foi o décimo-terceiro Astrônomo Real Britânico, de 1982 a 1990.

## Biografia

### Educação
Foi educado na Rossall School, Lancashire, Inglaterra.

### Carreira
No final da década de 1940 trabalhou na Universidade de Cambridge com o Long Michelson Interferometer.
Em 1964 foi apontado professor de radioastronomia em Manchester e em 1981 diretor do Royal Astronomy Laboratory. Também foi diretor do Observatório Real de Greenwich, de 1975 a 1981.

## Honrarias
Foi eleito membro da Royal Society em 1970 e recebeu a Medalha Real de 1987.
Foi presidente da Royal Astronomical Society, de 1975 a 1977.
Foi o décimo-terceiro Astrônomo Real Britânico, de 1982 a 1990.

### Patronagem
Sir Francis Graham-Smith é um Distinguished Supporter da Associação Humanista Britânica e um patrono da Mansfield and Sutton Astronomical Society.

### Palestras
Em 1965 foi convidado para co-apresentar (com Bernard Lovell, Martin Ryle e Antony Hewish) a Royal Institution Christmas Lecture sobre Exploration of the Universe (Exploração do Universo).